# Canon PowerShot S5 IS
Canon PowerShot S5 IS — цифровой беззеркальный фотоаппарат выпущенный компанией Canon. Относится к «любительским» фотокамерам продвинутого уровня.
Является представителем так называемых «Бридж-камер» (от англ. Bridge-мост), т.е переходной между компактными камерами («мыльницами») и зеркальными.
Аббревиатура IS в названии расшифровывается как «Image Stabilization», что говорит о наличии в камере стабилизатора изображения, который позволяет эффективнее бороться со смазыванием изображения («шевелёнкой») при съемке в условиях недостаточной освещённости и использовании зум-объектива в теле-режиме (на больших фокусных расстояних).
Камера имеет «горячий башмак», что позволяет использовать внешние вспышки как фирменные так и от сторонних производителей. Последняя модель в серии Power Shot S1 IS/S2 IS/S3 IS/S5 IS. (S4 IS отсутствует, т.к 4 считается во многих азиатских странах не счастливым числом).

## Корпус
- Корпус камеры выполнен из АБС-пластика. Тёмно-синего цвета металлик с холодно-серыми вставками. Выступающая рукоятка прорезинена для обеспечения надежного хвата. Встроенная вспышка типа складная типа «лягушка». Экран поворотный, откидывается в сторону. Крышка закрывающая доступ к батарейному отсеку совмещенному с отсеком карты памяти находится снизу камеры в выступе для удобного удержания, не пересекаясь с возможной площадью установки фотоаппарата на площадку штатива. Слева и справа корпуса имеются «ушки» для крепления ремня фотоаппарата (входящего в комплект), за которые также может быть привязана крышка закрывающая объектив, т. к при включении камеры объектив выдвигается в рабочее положение и крышка объектива автоматически слетает. Управление камерой осуществляется при помощи «Диска выбора режимов» и «Рычага-зума» на верхней части камеры, «Навипеда» и отдельных кнопок на задней части камеры, а также кнопок «перехода в режим ручной фокусировки», «перехода в режимы макро; супер макро» под объективом. Запись видео вынесена на отдельную кнопку. Стерео-микрофоны находятся на корпусе слева и права от объектива. Справа от объектива снизу на корпусе камеры находится полукруглая кнопка, позволяющая снять декоративное кольцо с объектива для дальнейшей установки оптических насадок.(В силу того, что корпус камеры изготовлен из пластика категорически запрещается протирать его этиловым спиртом, так как он является растворителем и может способствовать появлению химических реакций, также нельзя протирать корпус другими агрессивными химическими жидкостями, и водой которая может способствовать мгновенному появлению коррозии и полному отказу электроники фотоаппарата без возможности восстановления!)

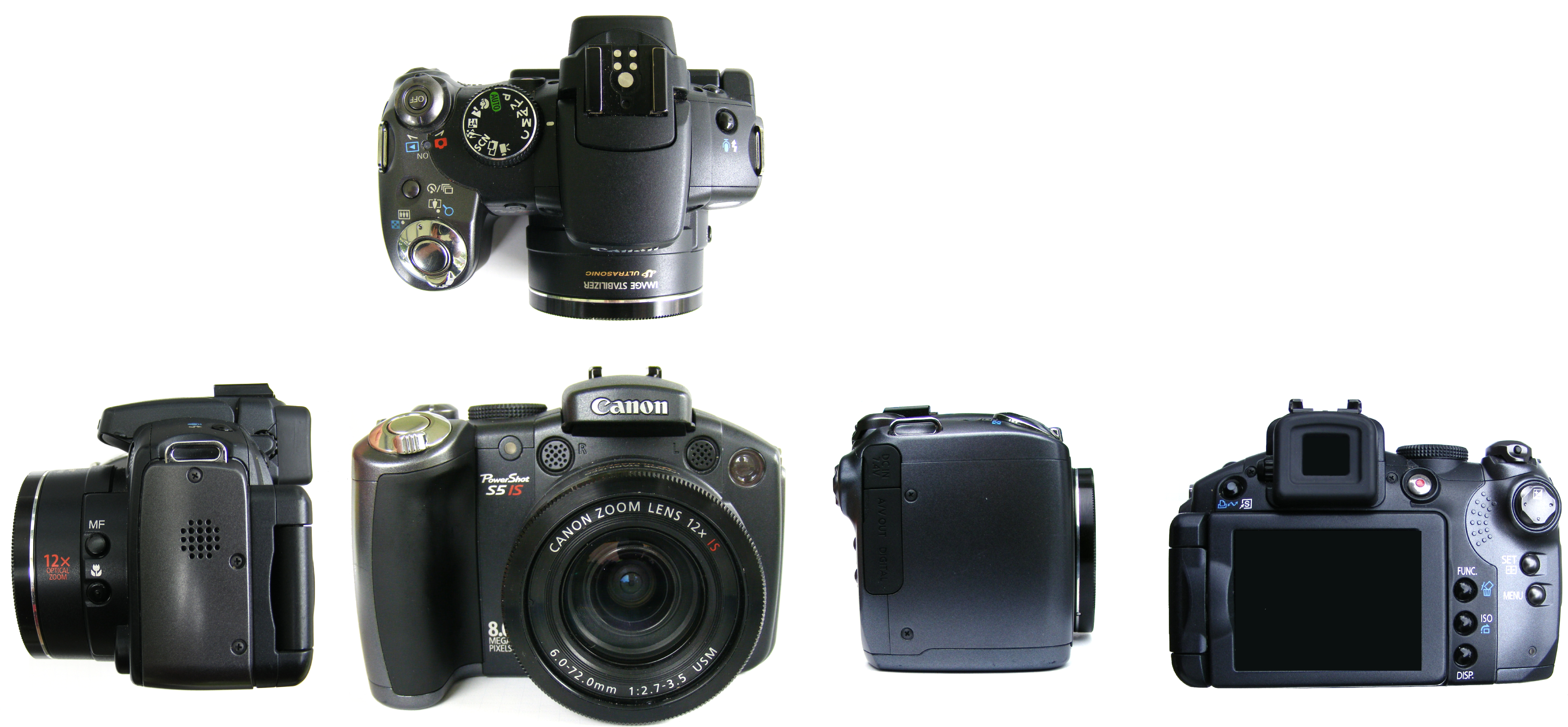

## Объектив
- Встроенный зум-объектив F 2,7-3,5 с фокусным расстоянием 36-432 мм (в 35-мм эквиваленте). 11 оптических элементов в 9 группах, включающие в себя 1 асферический элемент (Aspherical lense) и 1 элемент из низкодисперсного стекла (Ultra-low Dispersion). Обладает 12 кратным оптическим зумом, ультразвуковым мотором (Ultra-Sonic Motor) снижающим уровень шума, что особенно важно при съемке видео. В объективе присутствует оптическая стабилизация (Optical image Stabilization), которая позволяет избежать появления «шевеленки» до 3-х стопов. Минимальная дистанция фокусировки объектива в положении широкого угла −50 см, в положении телеобъектива — 90 см, также имеется режим «Super-macro», позволяющий производить фокусировку впритык к снимаемому объекту. Возможности объектива могут быть расширены за счёт применения дополнительных оптических насадок (конвертеров). Линзы объектива имеют мультипросветление, которое улучшает оптические свойства объектива, при небрежном отношении (стирание пыли и грязи жёсткими тканями вместо кисточки; очистка линзы водой; очистка линзы химическими агрессивными жидкостями — спиртом и другими растворителями, кислотами; занесения на покрытие линзы пото-жировых пятен с человеческих рук; так же при частой чистке) может повреждено!

## Зум
- 12 кратный оптический
- 4 кратный цифровой

## Матрица
- Используется ПЗС-матрица размером 1/2,5 дюйма (5.8 x 4.3 мм) с кроп-фактором 6,02 и эффективным разрешением 8 Мп.

## Процессор
- DIGIC III с улучшенной по сравнению с предыдущими моделями технологией подавления шумов (Noise Reduction), технологией обнаружения лиц в режиме фото и видео.

## Светочувствительность матрицы
- В единицах ISO, без промежуточных значений 80, 100, 200, 400, 800, 1600.

На ISO 400 на изображении начинают появляться заметные глазу шумы.

## Баланс белого (WB)
- Автоматический
- Выбор цветовой температуры вручную
- Солнечный день
- Облачный день
- Лампы накаливания
- Люминесцентные лампы
- Люминесцентные лампы дневного света
- Вспышка

## Режимы съемки
- Автоматический
- Программный (P)
- Приоритет диафрагмы (Av)
- Приоритет выдержки (Tv)
- Ручной (M)
- Выдержка от руки (B)
- Видео
- Макро
- Супермакро

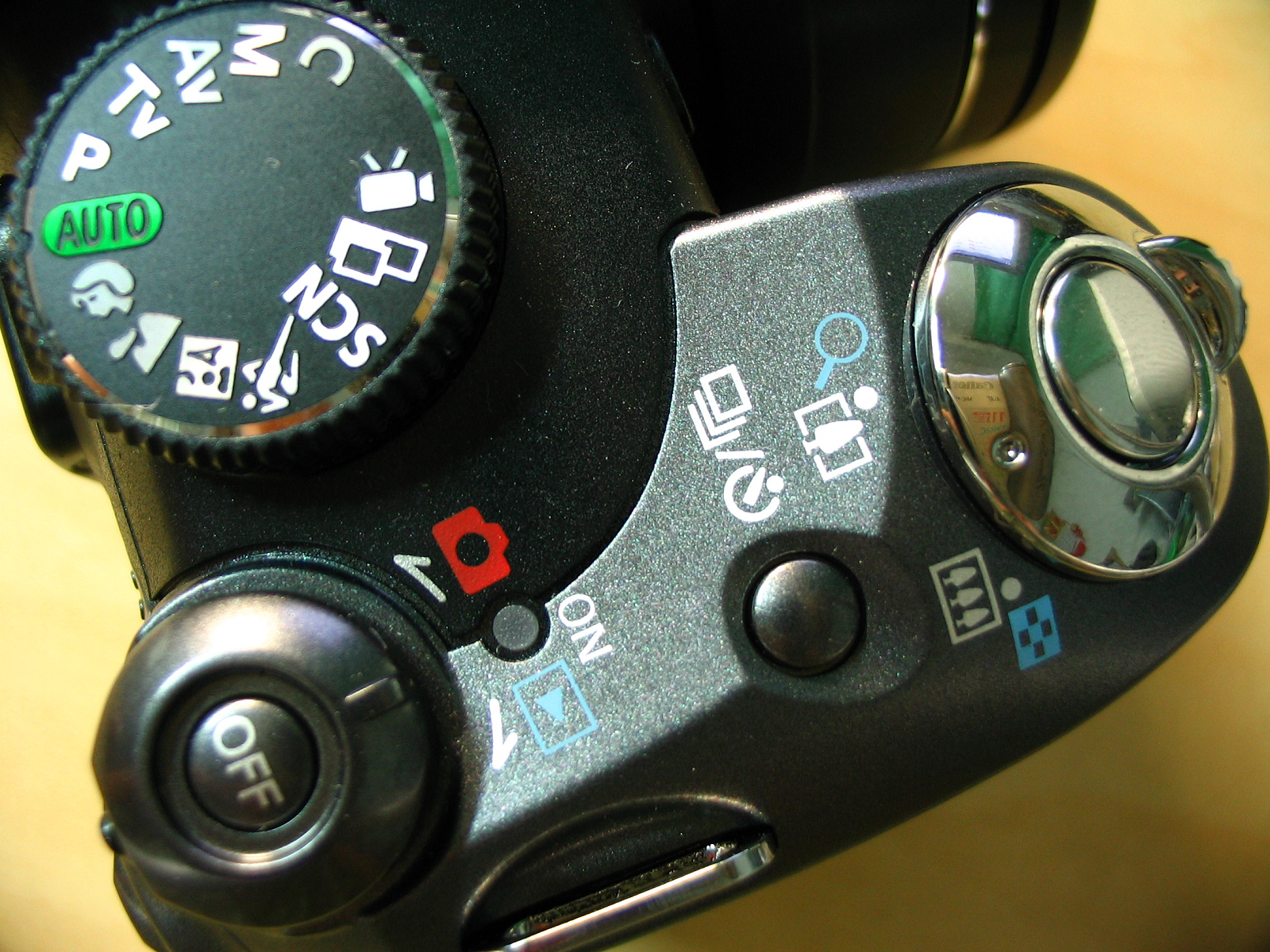

- Сюжетные программы: Замена цвета, Фейерверк, Съемка панорам, Съемка в помещении, Спорт, Снег, Портрет, Пляж, Пейзаж, Акцентирование цветом, Аквариум, Листва, Ночная съемка

## Снимки
- Только в формате JPEG (Exif 2.2) с разрешением:
  - 3264 x 2448
  - 2592 x 1944
  - 2048 x1536
  - 1600 x 1200
  - 640 x 480
- Или соотношением сторон:
  - 4:3 или 3:2 (3264 x 1832)
- Съемка в RAW возможна при использовании неофициальной прошивки.

## Видео
- Только в формате AVI в разрешении:
  - 640х480 с частотой 30 кадров в сек.
  - 640х480 с частотой 15 кадров в сек.
  - 320х240 с частотой 60 кадров в сек.
  - 320х240 с частотой 30 кадров в сек.
  - 320х240 с частотой 15 кадров в сек.
- Запись звука на стереомикрофон в формате на WAVE.

## Программное обеспечение
Имеется возможность использования неофициальной программной надстройки(прошивки) CHDK (для бесплатного расширения функциональности например съемки в формате RAW.)

## Аксессуары
- Для камеры существует целый ряд аксессуаров, таких как насадки на объектив как от официальной фирмы «Canon», так и сторонних производителей «Vivitar», «Raynox», китайские с AliExpress(AliBaba). Оригинальные аксессуары от «Canon» обладают существенно более высоким качеством, но соответственно и высокой ценой. К тому же ныне являются огромной редкостью на вторичном рынке СНГ, что подразумевает их ещё более высокую цену при заказе со вторичных рынков Азии, США и Европы.
  - Официальные «Canon»:
    - Комплект LAH-DC20 — «Conversion Lens Adapter/Hood kit» является базовым, включает адаптер LA-DC58E и резьбовую бленду LH-DC-40 (диаметр резьбы 58 мм). (Без установки LAH-DC20 использование дополнительных аксессуаров на объективе не возможно). Комплект продавался отдельно от камеры.
    - Адаптер LA-DC58E — «Conversion Lens Adapter» имеет в основании оригинальное байонетное крепление для установки на фотоаппарат и крепление с резьбой 58 мм с противоположного конца. Устанавливается вместо съемного декоративного кольца, находящегося вокруг внешней линзы объектива. При установки адаптера, появляется возможность установки бленды LH-DC-40, фотофильтров и различных конвертеров(линз-насадок) добавляющих более широкие возможности для съемок в макро/теле/ диапазоне и широком угле.
    - Широкоугольный конвертер WC-DC58A — «Wide Converter». Изменяет фокусное расстояние встроенного объектива камеры на коэффициент 0,75, что позволяет получить фокусное расстояние 27 мм (В 35-мм эквиваленте). Диаметр установочной резьбы 58 мм. При использовании на объективе камеры выставляется в наименьшее фокусное расстояние («минимальный зум»). В меню камеры выбирается съемка с соответствующим конвертером.
    - Теле-конвертер TC-DC58B — «Tele-converter». Изменяет фокусное расстояние встроенного объектива камеры на коэффициент 1,5, что позволяет получить фокусное расстояние 648 мм (В 35-мм эквиваленте). Диаметр установочной резьбы 58 мм. При использовании на объективе камеры выставляется в наибольшее фокусное расстояние («максимальный зум»). В меню камеры выбирается съемка с соответствующим конвертером.
    - Макролинза 500D — «Close-up lens».(Диаметр установочной резьбы 58 мм, диаметр с внешней стороны 58 мм). Может устанавливаться между адаптером LA-DC58E и конвертером. Выбора специальной настройки в меню камеры не требует.
    - Внешние вспышки «Canon Speedlite» (220EX, 430EX, 580EX)
    - Внешняя вспышка «High Power Flash HF-DC1». Компактная вспышка, созданная специально для работы с цифровыми фотокамерами CANON серии Powershot (кроме серии G и Pro) и серии DIGITAL IXUS.
    - Сумка для камер «Soft Case (DCC-90)»
    - Внешнее зарядное устройство «Compact AC Power Adapter (CA-PS700)».
    - Комплект из 4-х Ni-Mh аккумуляторов Canon формата АА и зарядного устройства «Battery and Charger Kit (CBK4-300)»

  - Неофициальные:
    - «Raynox»
      - Супер теле-конвертер DCR-2025PRO — «Super Telephoto Conversion Lens 2.2x High Definition». Изменяет фокусное расстояние встроенного объектива камеры до 950 мм (в 35-мм эквиваленте). Согласно словам производителя в конвертере используются линзы из оптического стекла с высокой разрешающей способностью. 4 элемента в 2 группах. Диаметр посадочной резьбы 62 мм, диаметр резьбы переднего светофильтра 82 мм. Идет в комплекте с 4-мы адаптерами-кольцами. RA6243 — 43 мм; RA6252 — 52 мм; RA-6258 — 58 мм и блендой LS-082 (диаметр посадочной резьбы 82 мм). Минимальная дистанция фокусировки 4,5 м. Возможности зуммирования 7x-12x.
      - Широкоугольный конвертер -DCR-7900ZD «High Definition Wideangle Conversion Lens 0.79x». Изменяет фокусное расстояние встроенного объектива камеры на коэффициент 0.79x. Согласно словам производителя в конвертере используются линзы из оптического стекла с высокой разрешающей способностью, что так же позволяет добиться уменьшение дисторсии на 0,9 %.
      - Макро конвертер 3 в 1 DCR-5320PRO — «3-in-1High Definition Triple Macro Conversion Lens». Состоит из двух независимых линз с диоптриями 2 и одной линзы с диоптрией 3. При совмещении образующих комплекс линз с диоптрией 5. Согласно словам производителя в конвертере используются линзы из оптического стекла с высокой разрешающей способностью.

    - Vivitar
      - .43x Wide-Angle lens

## Известные проблемы
- 1 Поломка шлейфа поворотного дисплея
- 2 Поломка встроенной вспышки со временем
- 3 Стирание антибликовых покрытий с поверхностей дисплея и окуляра видоискателя.

## Совместимость с принтерами
- По технологии PicBridge

## Конкуренты
- Nikon CoolPix
- Fujifilm FinePix
- Sony
- Panasonic
- Leica
- Olympus
- Samsung
- Kodak EasyShare[англ.]
- Konica-Minolta
- Casio

## Языки интерфейса
- Английски, Немецкий, Французский, Голландский, Датский, Финский, Итальянский, Норвежский, Шведский, Испанский, Китайский упрощенный, Китайский (традиционный), Японский, Русский, Португальский, Корейский, Греческий, Польский, Чешский, Венгерский, Турецкий, Тайский, Арабский, Украинский, Румынский

## Программное обеспечение входящее в комплект камеры
- ZoomBrowser EX 5.8 (Windows), ImageBrowser 5.8 (Macintosh) — Для организации и редактирования фотографий, видеороликов и слайдовых презентаций.
- RemoteCapture Task 1.7 (Windows and Macintosh) для удаленного создания снимков с ПК (дистанционно).
- PhotoStitch 3.1 (Windows and Macintosh) — для создания панорамных фотографий.
- Прилагаемое программное обеспечение поддерживает Windows 2000 (SP4), XP (SP1-2), Vista и Macintosh OS X v10.3-v10.4. Камеры поддерживают PTP для передачи без установки драйверов на Windows XP и Macintosh OS X, вместе с MTP для передачи фотографий и видеороликов на Windows Vista.
- Владельцы фотокамер получают право на членство в портале CANON iMAGE GATEWAY, и 100 Мегабайт свободного места в интернет хранилище ‘Личная галерея (Personal gallery)’ для того чтобы делиться своими фотографиями с друзьями и членами семьи.

## Статус
- На данный момент производство и системная поддержка камеры прекращены.